# Репаблик (Канзас)
Репаблик (енгл. Republic) град је у америчкој савезној држави Канзас.

## Демографија
По попису из 2010. године број становника је 116, што је 45 (-28,0%) становника мање него 2000. године.
| Група             | 2000.       | 2010.       |
| Белци             | 157 (97,5%) | 111 (95,7%) |
| Афроамериканци    | 0 (0,0%)    | 0 (0,0%)    |
| Азијати           | 0 (0,0%)    | 0 (0,0%)    |
| Хиспаноамериканци | 3 (1,9%)    | 0 (0,0%)    |
| Укупно            | 161         | 116         |